# Copa Europea de la FIBA 2022-23
La Copa Europea de la FIBA 2022-23 fue la octava edición de la Copa Europea de la FIBA una competición europea de baloncesto profesional para clubes 
que es gestionada por FIBA. La competición dio comienzo el 27 de septiembre de 2022 y finalizó el 26 de abril de 2023. El Anwil Włocławek se proclamó vencedor y sucede en el palmarés al Bahçeşehir Koleji turco, vencedor de la pasada temporada, que no disputó esta edición.
La competición terminó en la Meilleraie de Cholet en el segundo partido de las Finales, tras el primero disputado en el Hala Mistrzów de  Włocławek, donde tras la sumatoria de puntos en ambos partidos el Anwil Włocławek ganó por 161 a 155 al Cholet Basket venciendo además en ambos partidos. 

## Equipos participantes
Hasta un total de 52 equipos estaban llamados a participar, pero tras las renuncias de 5 de los repescados de la Fase de Clasificación de la BCL 22-23, el número final de equipos participantes en esta edición fue 47.
| Fase Regular               | Fase Regular                | Fase Regular                 |
| -------------------------- | --------------------------- | ---------------------------- |
| Leicester Riders (BCL QF)  | TFT Skopje (BCL QF)         | Šiauliai (BCL QF)            |
| Niners Chemnitz (BCL QF)   | Fribourg Olympic (BCL QF)   | CSO Voluntari (BCL QF)       |
| Heroes Den Bosch (BCL QF)  | Patrioti Levice (BCL QF)    | Norrköping Dolphins (BCL QF) |
| Brose Bamberg (BCL QF)     | BC Budivelnyk Kyiv (BCL QF) | BC Pärnu Sadam (BCL QF)      |
| Río Breogán (BCL QF)       | FMP Meridian (BCL QF)       | Egis Körmend (BCL QF)        |
| Karhu Basket (BCL QF)      | Golden Eagle Ylli (BCL QF)  | Keravnos BC (BCL QF)         |
| OCS Swans Gmunden (BCL QF) | Opava (BCL QF)              | BC Balkan                    |
| Anwil Włocławek            | HAKRO Merlins Crailsheim    | Happy Casa Brindisi          |
| Donar Groningen            | FC Porto                    | Kangoeroes Basket            |
| CSM CSU Oradea             | Gaziantep                   | Hapoel Nofar Galil Elion     |
| Fase de Clasificación      |                             |                              |
| BC Trepca                  | Telenet Giants Antwerp      | Kataja Basket                |
| Sigal Prishtina            | Rilski Sportist             | Cholet Basket                |
| Hapoel B-Cure Láser Haifa  | Jämtland Basket             | SCMU Craiova                 |
| Sporting CP                | Czarni Słupsk               | Beşiktaş JK                  |
| Cbet                       | KK Cedevita Júnior          | BG Göttingen                 |
| BC Wolves                  | Petrolina AEK               | Aris                         |
| Kapfenberg Bulls           | BC Kalev/Cramo              | Thor Thorlákshöfn            |
| ZZ Leiden                  |                             |                              |

En esta edición la FIBA no contó con equipos ni árbitros acogidos a la Federación Rusa de Baloncesto y Federación Bielorrusa de Baloncesto como medida de las sanciones impuestas.

## Sistema de competición y calendario
En esta edición la competición constó de 5 fases distintas: Fase de clasificación, fase regular, segunda ronda, cuartos de final, semifinales y final.
La Fase de Clasificación contó con 22 equipos que optaban a las 4 plazas para acceder a la Fase Regular y seguir compitiendo. Finalmente, tras las renuncias y/o clasificaciones directas a la BCL 22-23 el número de equipos ya clasificados directamente para la Fase Regular era el de 25, y como con las 4 plazas de esta fase, obteníamos 29 plazas, quedaban pues vacantes 3 para las 32. Es por ése motivo que además de los 4 ganadores, pasaron de ronda también los 3 de los 4 mejores finalistas.
Las eliminatorias se llevaron a cabo en 4 sedes: Mitrovica, Jonava, Samokov y Cholet. Constaban de una eliminatoria preliminar, que pasaba al ganador a las semifinales a partido único y una final que daría la plaza, también en un solo partido.
La Fase Regular, compuesta por 32 equipos, divididos en 8 grupos de 4. Estos 32 equipos fueron resultado de la suma de los 4 ganadores de la Fase de Clasificación, 3 repescados y los 25 equipos que entraban directamente en esta fase, 15 procedentes de la BCL 22-23 y 10 clubes los cuales estaban citados para comenzar en esta etapa. Tras jugar en formato de liguilla todos contra todos, a ida y vuelta, avanzarán a la siguiente fase los dos mejores de cada grupo, quedando apeados 16 equipos tras el final de esta ronda.
En la Segunda Ronda se jugó nuevamente en grupos de 4 equipos cada uno, siendo esta vez 4 los grupos. Los 16 equipos que avanzaron de la Fase Regular fueron repartidos en los grupos I-L, de la forma que indican las bases de competición. Finalizada esta liguilla, los dos mejores de cada grupo avanzaron a los cuartos de final.
El formato de liguilla desapareció en los cuartos de final, donde se jugaron cuatro eliminatorias donde pasaron quienes más puntos sumaron en el cómputo de los dos partidos, uno en la cancha de cada equipo. 
Las Semifinales enfrentaron nuevamente a los 4 mejores en eliminatorias de dos partidos, cuyo ganador fue quien sume más puntos tras los dos juegos.
Para conocer al campeón tuvimos que esperar a la Final, donde el sistema será el mismo empleado en cuartos y semifinales.
| Ronda                 | Jornada          | Fechas                                           | Fechas                                           |
| --------------------- | ---------------- | ------------------------------------------------ | ------------------------------------------------ |
| Fase de Clasificación | Torneos          | 27-30 de septiembre de 2022                      | 27-30 de septiembre de 2022                      |
| Fase Regular          | Jornada 1        | 12–13 de octubre de 2022                         | 12–13 de octubre de 2022                         |
| Fase Regular          | Jornada 2        | 18–19 de octubre de 2022                         | 18–19 de octubre de 2022                         |
| Fase Regular          | Jornada 3        | 25–26 de octubre de 2022                         | 25–26 de octubre de 2022                         |
| Fase Regular          | Jornada 4        | 1–2 de noviembre de 2022                         | 1–2 de noviembre de 2022                         |
| Fase Regular          | Jornada 5        | 22–23 de noviembre de 2022                       | 22–23 de noviembre de 2022                       |
| Fase Regular          | Jornada 6        | 29-30 de noviembre de 2022                       | 29-30 de noviembre de 2022                       |
| Segunda Ronda         | Jornada 1        | 13-14 de diciembre de 2022                       | 13-14 de diciembre de 2022                       |
| Segunda Ronda         | Jornada 2        | 20-21 de diciembre de 2022 y 18 de enero de 2023 | 20-21 de diciembre de 2022 y 18 de enero de 2023 |
| Segunda Ronda         | Jornada 3        | 10-11 de enero de 2023                           | 10-11 de enero de 2023                           |
| Segunda Ronda         | Jornada 4        | 24-25 de enero de 2023                           | 24-25 de enero de 2023                           |
| Segunda Ronda         | Jornada 5        | 31 de enero y 1 de febrero de 2023               | 31 de enero y 1 de febrero de 2023               |
| Segunda Ronda         | Jornada 6        | 7 y 8 de febrero de 2023                         | 7 y 8 de febrero de 2023                         |
| Cuartos de final      | Cuartos de final | 6-8 de marzo de 2023                             | 14-15 de marzo de 2023                           |
| Semifinales           | Semifinales      | 29 de marzo de 2023                              | 5 de abril de 2023                               |
| Finales               | Finales          | 19 de abril de 2023                              | 26 de abril de 2023                              |

## Fase de Clasificación
La Fase de Clasificación se disputó con 4 torneos de sede única, formados por dos eliminatorias de cuartos (Ts A y B)/ una eliminatoria de cuartos (Ts C y D), dos semifinales y la decisiva final, todo obviamente a un único partido.
Los torneos se celebraron en Mitrovica, Jonava, Samokov y Cholet entre los días 27 y 30 de septiembre de 2022. 
Los 22 equipos,ya divididos en sus torneos, pugnaron por la plaza que cada uno otorgaba a la Fase Regular.

### Torneo A
Se disputó en la ciudad de Mitrovica, en Kosovo. El recinto que acogió el torneo fue el Minatori Sports Hall con capacidad para 2500 espectadores.
|  | Cuartos de final  | Cuartos de final       |                        |    | Semifinales | Semifinales |  |  | FINAL | FINAL |
|  |                   |                        |                        |    |             |             |  |  |       |       |
|  |                   |                        |                        |    |             |             |  |  |       |       |
|  |                   |                        |                        |    |             |             |  |  |       |       |
|  |                   |                        |                        |    |             |             |  |  |       |       |
|  | 28 Septiembre     |                        |                        |    |             |             |  |  |       |       |
|  |                   |                        |                        |    |             |             |  |  |       |       |
|  | BG Göttingen      | 83                     |                        |    |             |             |  |  |       |       |
|  | BG Göttingen      | 83                     | 27 Septiembre          |    |             |             |  |  |       |       |
|  |                   |                        | Sporting CP            | 84 |             |             |  |  |       |       |
|  | BG Göttingen      | 76                     | Sporting CP            | 84 |             |             |  |  |       |       |
|  | BG Göttingen      | 76                     | 30 Septiembre          |    |             |             |  |  |       |       |
|  | BC Trepca         | 62                     |                        |    |             |             |  |  |       |       |
|  | BC Trepca         | 62                     | Sporting CP            | 98 |             |             |  |  |       |       |
|  |                   |                        | Sporting CP            | 98 |             |             |  |  |       |       |
|  |                   | Telenet Giants Antwerp | 85                     |    |             |             |  |  |       |       |
|  |                   | Telenet Giants Antwerp | 85                     |    |             |             |  |  |       |       |
|  | 28 Septiembre     |                        |                        |    |             |             |  |  |       |       |
|  |                   |                        |                        |    |             |             |  |  |       |       |
|  | Petrolina AEK     | 60                     |                        |    |             |             |  |  |       |       |
|  | Petrolina AEK     | 60                     | 27 Septiembre          |    |             |             |  |  |       |       |
|  |                   |                        | Telenet Giants Antwerp | 76 |             |             |  |  |       |       |
|  | Petrolina AEK     | 77                     | Telenet Giants Antwerp | 76 |             |             |  |  |       |       |
|  | Petrolina AEK     | 77                     |                        |    |             |             |  |  |       |       |
|  | Thor Thorlákshöfn | 68                     |                        |    |             |             |  |  |       |       |
|  | Thor Thorlákshöfn | 68                     |                        |    |             |             |  |  |       |       |

### Torneo B
Se disputó en la ciudad de Jonava, en Lituania. El recinto que acogió el torneo fue el Jonavos Sporto Arena con capacidad para 2200 espectadores.
|  | Cuartos de final   | Cuartos de final |                  |    | Semifinales | Semifinales |  |  | FINAL | FINAL |
|  |                    |                  |                  |    |             |             |  |  |       |       |
|  |                    |                  |                  |    |             |             |  |  |       |       |
|  |                    |                  |                  |    |             |             |  |  |       |       |
|  |                    |                  |                  |    |             |             |  |  |       |       |
|  | 28 Septiembre      |                  |                  |    |             |             |  |  |       |       |
|  |                    |                  |                  |    |             |             |  |  |       |       |
|  | SCMU Craiova       | 71               |                  |    |             |             |  |  |       |       |
|  | SCMU Craiova       | 71               | 27 Septiembre    |    |             |             |  |  |       |       |
|  |                    |                  | Kapfenberg Bulls | 55 |             |             |  |  |       |       |
|  | SCMU Craiova       | 65               | Kapfenberg Bulls | 55 |             |             |  |  |       |       |
|  | SCMU Craiova       | 65               | 30 Septiembre    |    |             |             |  |  |       |       |
|  | Cbet               | 59               |                  |    |             |             |  |  |       |       |
|  | Cbet               | 59               | SCMU Craiova     | 79 |             |             |  |  |       |       |
|  |                    |                  | SCMU Craiova     | 79 |             |             |  |  |       |       |
|  |                    | BC Kalev/Cramo   | 84               |    |             |             |  |  |       |       |
|  |                    | BC Kalev/Cramo   | 84               |    |             |             |  |  |       |       |
|  | 28 Septiembre      |                  |                  |    |             |             |  |  |       |       |
|  |                    |                  |                  |    |             |             |  |  |       |       |
|  | BC Kalev/Cramo     | 98               |                  |    |             |             |  |  |       |       |
|  | BC Kalev/Cramo     | 98               | 27 Septiembre    |    |             |             |  |  |       |       |
|  |                    |                  | Sigal Prishtina  | 61 |             |             |  |  |       |       |
|  | BC Kalev/Cramo     | 93               | Sigal Prishtina  | 61 |             |             |  |  |       |       |
|  | BC Kalev/Cramo     | 93               |                  |    |             |             |  |  |       |       |
|  | KK Cedevita Junior | 73               |                  |    |             |             |  |  |       |       |
|  | KK Cedevita Junior | 73               |                  |    |             |             |  |  |       |       |

### Torneo C
Se disputó en la ciudad de Samokov, en Bulgaria. El recinto que acogió el torneo fue el Arena Samokov con capacidad para 2500 espectadores.
|  | Cuarto de Final | Cuarto de Final           |                           |    | Semifinal | Semifinal |  |  | FINAL | FINAL |
|  |                 |                           |                           |    |           |           |  |  |       |       |
|  | 27 Septiembre   |                           |                           |    |           |           |  |  |       |       |
|  |                 |                           |                           |    |           |           |  |  |       |       |
|  | Aris            | 72                        |                           |    |           |           |  |  |       |       |
|  | Aris            | 72                        | 28 Septiembre             |    |           |           |  |  |       |       |
|  | BC Wolves       | 83                        |                           |    |           |           |  |  |       |       |
|  | BC Wolves       | 83                        | BC Wolves                 | 76 |           |           |  |  |       |       |
|  |                 |                           | BC Wolves                 | 76 |           |           |  |  |       |       |
|  |                 |                           | Rilski Sportist           | 91 |           |           |  |  |       |       |
|  |                 |                           | Rilski Sportist           | 91 |           |           |  |  |       |       |
|  |                 |                           | 30 Septiembre             |    |           |           |  |  |       |       |
|  |                 |                           |                           |    |           |           |  |  |       |       |
|  | Rilski Sportist | 61                        |                           |    |           |           |  |  |       |       |
|  | Rilski Sportist | 61                        |                           |    |           |           |  |  |       |       |
|  |                 | Hapoel B-Cure Laser Haifa | 68                        |    |           |           |  |  |       |       |
|  |                 | Hapoel B-Cure Laser Haifa | 68                        |    |           |           |  |  |       |       |
|  | 28 Septiembre   |                           |                           |    |           |           |  |  |       |       |
|  |                 |                           |                           |    |           |           |  |  |       |       |
|  | Kataja Basket   | 64                        |                           |    |           |           |  |  |       |       |
|  | Kataja Basket   | 64                        |                           |    |           |           |  |  |       |       |
|  |                 |                           | Hapoel B-Cure Laser Haifa | 75 |           |           |  |  |       |       |
|  |                 |                           | Hapoel B-Cure Laser Haifa | 75 |           |           |  |  |       |       |
|  |                 |                           |                           |    |           |           |  |  |       |       |
|  |                 |                           |                           |    |           |           |  |  |       |       |
|  |                 |                           |                           |    |           |           |  |  |       |       |

### Torneo D
Se disputó en la ciudad de Cholet, en Francia. El recinto que acogió el torneo fue La Meilleraie con capacidad para 5191 espectadores.
|  | Cuarto de Final | Cuarto de Final |               |    | Semifinal | Semifinal |  |  | FINAL | FINAL |
|  |                 |                 |               |    |           |           |  |  |       |       |
|  | 27 Septiembre   |                 |               |    |           |           |  |  |       |       |
|  |                 |                 |               |    |           |           |  |  |       |       |
|  | Czarni Słupsk   | 83              |               |    |           |           |  |  |       |       |
|  | Czarni Słupsk   | 83              | 28 Septiembre |    |           |           |  |  |       |       |
|  | Jämtland Basket | 73              |               |    |           |           |  |  |       |       |
|  | Jämtland Basket | 73              | Czarni Słupsk | 74 |           |           |  |  |       |       |
|  |                 |                 | Czarni Słupsk | 74 |           |           |  |  |       |       |
|  |                 |                 | ZZ Leiden     | 78 |           |           |  |  |       |       |
|  |                 |                 | ZZ Leiden     | 78 |           |           |  |  |       |       |
|  |                 |                 | 30 Septiembre |    |           |           |  |  |       |       |
|  |                 |                 |               |    |           |           |  |  |       |       |
|  | ZZ Leiden       | 59              |               |    |           |           |  |  |       |       |
|  | ZZ Leiden       | 59              |               |    |           |           |  |  |       |       |
|  |                 | Cholet Basket   | 71            |    |           |           |  |  |       |       |
|  |                 | Cholet Basket   | 71            |    |           |           |  |  |       |       |
|  | 28 Septiembre   |                 |               |    |           |           |  |  |       |       |
|  |                 |                 |               |    |           |           |  |  |       |       |
|  | Beşiktaş JK     | 62              |               |    |           |           |  |  |       |       |
|  | Beşiktaş JK     | 62              |               |    |           |           |  |  |       |       |
|  |                 |                 | Cholet Basket | 93 |           |           |  |  |       |       |
|  |                 |                 | Cholet Basket | 93 |           |           |  |  |       |       |
|  |                 |                 |               |    |           |           |  |  |       |       |
|  |                 |                 |               |    |           |           |  |  |       |       |
|  |                 |                 |               |    |           |           |  |  |       |       |

La Fase Regular contaba con 25 plazas tras las renuncias y/o clasificaciones directas a la BCL 22-23, faltando por tanto 7 cupos para llegar a los 32 equipos necesarios. Por éste motivo además de los 4 billetes otorgados a cada ganador de grupo, se otorgaron 3 plazas de repesca para los 3 mejores subcampeones.
| Pos | Equipo                 | PF  | PC  | PD  |
| --- | ---------------------- | --- | --- | --- |
| 1   | SCMU Craiova           | 150 | 139 | +11 |
| 2   | Rilski Sportist        | 152 | 144 | +8  |
| 3   | Telenet Giants Antwerp | 161 | 158 | +3  |
| 4   | ZZ Leiden              | 137 | 145 | -8  |

## Fase Regular
Esta fase estuvo compuesta por 32 equipos divididos en 8 grupos de 4 equipos cada uno (Gs A-H) Cada grupo jugó 6 jornadas, donde sus integrantes jugaron entre sí a ida y vuelta. Tras finalizar este período, los dos mejores de cada grupo avanzaron a la Segunda Ronda, mientras que para los otros 16 conjuntos ha finalizado su aventura europea por esta temporada. 
Arrancó el 12 de octubre de 2022 y finalizó el 30 de noviembre de 2022.

### Grupo A
| Pos. | Equipo                   | PJ | G | P | PF  | PC  | DP   | Pts | Clasificación             |  | CHEM   | BAMB  | GALIL  | YLLI  |
| ---- | ------------------------ | -- | - | - | --- | --- | ---- | --- | ------------------------- |  | ------ | ----- | ------ | ----- |
| 1    | Niners Chemnitz          | 6  | 4 | 2 | 544 | 446 | +98  | 10  | Acceso a la Segunda Ronda |  | —      | 85–89 | 111–79 | 90–60 |
| 2    | Brose Bamberg            | 6  | 4 | 2 | 504 | 474 | +30  | 10  | Acceso a la Segunda Ronda |  | 68–84  | —     | 95–78  | 78–81 |
| 3    | Hapoel Nofar Galil Elion | 6  | 3 | 3 | 499 | 526 | −27  | 9   | Eliminados                |  | 78–73  | 86–98 | —      | 85–73 |
| 4    | Golden Eagle Ylli        | 6  | 1 | 5 | 422 | 523 | −101 | 7   | Eliminados                |  | 72–101 | 60–76 | 76–93  | —     |

 Fuente: 

### Grupo B
| Pos. | Equipo                    | PJ | G | P | PF  | PC  | DP  | Pts | Clasificación             |  | HHB   | GAZN  | TGA   | GMU   |
| ---- | ------------------------- | -- | - | - | --- | --- | --- | --- | ------------------------- |  | ----- | ----- | ----- | ----- |
| 1    | Hapoel B-Cure Laser Haifa | 6  | 5 | 1 | 415 | 397 | +18 | 11  | Acceso a la Segunda Ronda |  | —     | 63–79 | 75–64 | 77–70 |
| 2    | Gaziantep                 | 6  | 3 | 3 | 464 | 446 | +18 | 9   | Acceso a la Segunda Ronda |  | 69–79 | —     | 82–63 | 84–71 |
| 3    | Telenet Giants Antwerp    | 6  | 2 | 4 | 448 | 466 | −18 | 8   | Eliminados                |  | 55–56 | 87–75 | —     | 87–90 |
| 4    | OCS Swans Gmunden         | 6  | 2 | 4 | 462 | 480 | −18 | 8   | Eliminados                |  | 60–65 | 83–75 | 88–92 | —     |

 Fuente: 

### Grupo C
| Pos. | Equipo           | PJ | G | P | PF  | PC  | DP  | Pts | Clasificación             |  | HER   | FCP   | FRIB  | PSD   |
| ---- | ---------------- | -- | - | - | --- | --- | --- | --- | ------------------------- |  | ----- | ----- | ----- | ----- |
| 1    | Heroes Den Bosch | 6  | 4 | 2 | 462 | 410 | +52 | 10  | Acceso a la Segunda Ronda |  | —     | 82–64 | 77–65 | 87–55 |
| 2    | FC Porto         | 6  | 3 | 3 | 465 | 460 | +5  | 9   | Acceso a la Segunda Ronda |  | 68–71 | —     | 87–73 | 87–64 |
| 3    | Fribourg Olympic | 6  | 3 | 3 | 477 | 476 | +1  | 9   | Eliminados                |  | 83–78 | 75–76 | —     | 82–64 |
| 4    | BC Pärnu Sadam   | 6  | 2 | 4 | 447 | 505 | −58 | 8   | Eliminados                |  | 75–67 | 95–83 | 94–99 | —     |

 Fuente: 

### Grupo D
| Pos. | Equipo          | PJ | G | P | PF  | PC  | DP  | Pts | Clasificación             |  | KER   | LEVI  | OPAV  | BALK  |
| ---- | --------------- | -- | - | - | --- | --- | --- | --- | ------------------------- |  | ----- | ----- | ----- | ----- |
| 1    | Keravnos BC     | 6  | 3 | 3 | 478 | 456 | +22 | 9   | Acceso a la Segunda Ronda |  | —     | 77–68 | 74–79 | 82–61 |
| 2    | Patrioti Levice | 6  | 3 | 3 | 474 | 470 | +4  | 9   | Acceso a la Segunda Ronda |  | 86–80 | —     | 94–80 | 83–91 |
| 3    | Opava           | 6  | 3 | 3 | 463 | 475 | −12 | 9   | Eliminados                |  | 77–89 | 80–70 | —     | 83–69 |
| 4    | BC Balkan       | 6  | 3 | 3 | 447 | 461 | −14 | 9   | Eliminados                |  | 85–76 | 62–73 | 79–64 | —     |

 Fuente: 

### Grupo E
| Pos. | Equipo            | PJ | G | P | PF  | PC  | DP   | Pts | Clasificación             |  | ORA   | CHOL  | KANG   | RIL    |
| ---- | ----------------- | -- | - | - | --- | --- | ---- | --- | ------------------------- |  | ----- | ----- | ------ | ------ |
| 1    | CSM CSU Oradea    | 6  | 5 | 1 | 531 | 441 | +90  | 11  | Acceso a la Segunda Ronda |  | —     | 77–69 | 98–76  | 99–63  |
| 2    | Cholet Basket     | 6  | 4 | 2 | 525 | 455 | +70  | 10  | Acceso a la Segunda Ronda |  | 99–81 | —     | 89–69  | 100–75 |
| 3    | Kangoeroes Basket | 6  | 3 | 3 | 510 | 498 | +12  | 9   | Eliminados                |  | 72–86 | 88–85 | —      | 105–74 |
| 4    | Rilski Sportist   | 6  | 0 | 6 | 405 | 577 | −172 | 6   | Eliminados                |  | 62–90 | 65–83 | 66–100 | —      |

 Fuente: 

### Grupo F
| Pos. | Equipo              | PJ | G | P | PF  | PC  | DP   | Pts | Clasificación             |  | KALEV | BUDI  | BRIN  | DONAR |
| ---- | ------------------- | -- | - | - | --- | --- | ---- | --- | ------------------------- |  | ----- | ----- | ----- | ----- |
| 1    | BC Kalev/Cramo      | 6  | 5 | 1 | 486 | 406 | +80  | 11  | Acceso a la Segunda Ronda |  | —     | 75–66 | 73–72 | 75–65 |
| 2    | BC Budivelnyk Kyiv  | 6  | 4 | 2 | 467 | 453 | +14  | 10  | Acceso a la Segunda Ronda |  | 74–83 | —     | 93–83 | 86–81 |
| 3    | Happy Casa Brindisi | 6  | 3 | 3 | 481 | 448 | +33  | 9   | Eliminados                |  | 88–86 | 70–74 | —     | 81–57 |
| 4    | Donar Groningen     | 6  | 0 | 6 | 370 | 497 | −127 | 6   | Eliminados                |  | 41–94 | 61–74 | 65–87 | —     |

 Fuente: 
Nota: El BC Budivelnyk Kiev jugó de local (jornadas 1,4 y 6) en Veroli,Italia.

### Grupo G
| Pos. | Equipo          | PJ | G | P | PF  | PC  | DP  | Pts | Clasificación             |  | KARHU | ANWIL  | SCP    | EGKO  |
| ---- | --------------- | -- | - | - | --- | --- | --- | --- | ------------------------- |  | ----- | ------ | ------ | ----- |
| 1    | Karhu Basket    | 6  | 5 | 1 | 540 | 501 | +39 | 11  | Acceso a la Segunda Ronda |  | —     | 87–93  | 104–85 | 77–62 |
| 2    | Anwil Włocławek | 6  | 4 | 2 | 549 | 475 | +74 | 10  | Acceso a la Segunda Ronda |  | 88–89 | —      | 73–85  | 88–58 |
| 3    | Sporting CP     | 6  | 3 | 3 | 531 | 565 | −34 | 9   | Eliminados                |  | 84–93 | 89–113 | —      | 89–84 |
| 4    | Egis Körmend    | 6  | 0 | 6 | 458 | 537 | −79 | 6   | Eliminados                |  | 89–90 | 67–94  | 98–99  | —     |

 Fuente: 

### Grupo H
| Pos. | Equipo                   | PJ | G | P | PF  | PC  | DP  | Pts | Clasificación             |  | CRA   | HAKRO  | CSOV  | NORR  |
| ---- | ------------------------ | -- | - | - | --- | --- | --- | --- | ------------------------- |  | ----- | ------ | ----- | ----- |
| 1    | SCMU Craiova             | 6  | 5 | 1 | 465 | 425 | +40 | 11  | Acceso a la Segunda Ronda |  | —     | 81–102 | 70–61 | 77–63 |
| 2    | HAKRO Merlins Crailsheim | 6  | 4 | 2 | 513 | 451 | +62 | 10  | Acceso a la Segunda Ronda |  | 60–73 | —      | 76–61 | 95–64 |
| 3    | CSO Voluntari            | 6  | 2 | 4 | 413 | 443 | −30 | 8   | Eliminados                |  | 60–74 | 79–93  | —     | 75–60 |
| 4    | Norrköping Dolphins      | 6  | 1 | 5 | 429 | 501 | −72 | 7   | Eliminados                |  | 79–90 | 93–87  | 70–77 | —     |

 Fuente: 

## Segunda Ronda
Los 16 supervivientes de la Fase Regular fueron encuadrados nuevamente en 4 grupos de 4 equipos (Gs I-L).
En estos grupos se jugó nuevamente una liguilla de todos contra todos a ida y vuelta en un total de 6 jornadas ya que no se arrastraron resultados de la fase anterior, pues ningún equipo repitió contra el otro rival clasificado de su anterior grupo. 
Tras la finalización de esta Segunda Ronda los dos primeros de cada grupo avanzaron a las eliminatorias de cuartos de final, mientras que los dos últimos han finalizado su andadura en la competición. 
Arrancó el 14 de diciembre de 2022, mientras que conocimos a los cuartofinalistas el 8 de febrero de 2023.

### Grupo I
| Pos. | Equipo          | PJ | G | P | PF  | PC  | DP  | Pts | Clasificación    |  | CHOL  | FCP   | CHEM  | CRA   |
| ---- | --------------- | -- | - | - | --- | --- | --- | --- | ---------------- |  | ----- | ----- | ----- | ----- |
| 1    | Cholet Basket   | 6  | 5 | 1 | 479 | 450 | +29 | 11  | Acceso a Cuartos |  | —     | 95–83 | 77–75 | 75–56 |
| 2    | FC Porto        | 6  | 4 | 2 | 523 | 483 | +40 | 10  | Acceso a Cuartos |  | 99–78 | —     | 74–86 | 90–64 |
| 3    | Niners Chemnitz | 6  | 3 | 3 | 499 | 469 | +30 | 9   | Eliminados       |  | 73–83 | 87–94 | —     | 93–62 |
| 4    | SCMU Craiova    | 6  | 0 | 6 | 398 | 497 | −99 | 6   | Eliminados       |  | 64–71 | 73–83 | 79–85 | —     |

 Fuente: 

### Grupo J
| Pos. | Equipo                    | PJ | G | P | PF  | PC  | DP  | Pts | Clasificación    |  | KARHU | BUDI  | LEVI   | HHB   |
| ---- | ------------------------- | -- | - | - | --- | --- | --- | --- | ---------------- |  | ----- | ----- | ------ | ----- |
| 1    | Karhu Basket              | 6  | 5 | 1 | 476 | 391 | +85 | 11  | Acceso a Cuartos |  | —     | 62–65 | 105–71 | 85–76 |
| 2    | BC Budivelnyk Kyiv        | 6  | 3 | 3 | 431 | 452 | −21 | 9   | Acceso a Cuartos |  | 65–72 | —     | 72–82  | 81–79 |
| 3    | Patrioti Levice           | 6  | 2 | 4 | 449 | 497 | −48 | 8   | Eliminados       |  | 55–86 | 76–77 | —      | 91–93 |
| 4    | Hapoel B-Cure Láser Haifa | 6  | 2 | 4 | 452 | 468 | −16 | 8   | Eliminados       |  | 59–66 | 81–71 | 64–74  | —     |

 Fuente: 
Nota: El BC Budivelnyk Kiev jugó de local (jornadas 2,4 y 6) en Veroli,Italia.

### Grupo K
| Pos. | Equipo                   | PJ | G | P | PF  | PC  | DP  | Pts | Clasificación    |  | GAZN  | KALEV | HAKRO  | HER   |
| ---- | ------------------------ | -- | - | - | --- | --- | --- | --- | ---------------- |  | ----- | ----- | ------ | ----- |
| 1    | Gaziantep                | 6  | 6 | 0 | 546 | 449 | +97 | 12  | Acceso a Cuartos |  | —     | 77–62 | 105–87 | 93–72 |
| 2    | BC Kalev/Cramo           | 6  | 3 | 3 | 446 | 472 | −26 | 9   | Acceso a Cuartos |  | 70–92 | —     | 90–78  | 73–63 |
| 3    | HAKRO Merlins Crailsheim | 6  | 2 | 4 | 527 | 552 | −25 | 8   | Eliminados       |  | 95–97 | 76–79 | —      | 89–84 |
| 4    | Heroes Den Bosch         | 6  | 1 | 5 | 465 | 511 | −46 | 7   | Eliminados       |  | 63–82 | 86–72 | 97–102 | —     |

 Fuente: 

Nota: Pese a los terremotos sufridos en Turquía  y la suspensión de múltiples compromisos internacionales de equipos turcos en diversas disciplinas, el partido correspondiente a la 6.ª y última jornada del Grupo K, HAKRO Merlins Crailsheim-Gaziantep no resultó aplazado por expresa petición del club turco. Por tanto, se jugó el miércoles 8 de febrero de 2023 como estaba previsto.

### Grupo L
| Pos. | Equipo          | PJ | G | P | PF  | PC  | DP  | Pts | Clasificación    |       | BAMB  | ANWIL | ORA   | KER   |
| ---- | --------------- | -- | - | - | --- | --- | --- | --- | ---------------- | ----- | ----- | ----- | ----- | ----- |
| 1    | Brose Bamberg   | 6  | 4 | 2 | 506 | 477 | +29 | 10  | Acceso a Cuartos |       | —     | 73–69 | 80–82 | 89–58 |
| 2    | Anwil Włocławek | 6  | 4 | 2 | 490 | 430 | +60 | 10  | Acceso a Cuartos |       | 86–90 | —     | 74–66 | 92–63 |
| 3    | CSM CSU Oradea  | 6  | 3 | 3 | 484 | 478 | +6  | 9   |                  |       | 95–84 | 73–91 | —     | 93–72 |
| 4    | Keravnos BC     | 6  | 1 | 5 | 422 | 517 | −95 | 7   |                  | 87–90 | 65–78 | 77–75 | —     |       |

 Fuente: 

## Cuadro Final
|  | Cuartos de Final   | Cuartos de Final | Cuartos de Final | Cuartos de Final |               |    | Semifinales | Semifinales | Semifinales | Semifinales |  |  | FINALES | FINALES | FINALES | FINALES |
|  |                    |                  |                  |                  |               |    |             |             |             |             |  |  |         |         |         |         |
|  |                    |                  |                  |                  |               |    |             |             |             |             |  |  |         |         |         |         |
|  |                    |                  |                  |                  |               |    |             |             |             |             |  |  |         |         |         |         |
|  | Cholet Basket      | 72               | 83               | 155              |               |    |             |             |             |             |  |  |         |         |         |         |
|  | Cholet Basket      | 72               | 83               | 155              |               |    |             |             |             |             |  |  |         |         |         |         |
|  | BC Budivelnyk Kyiv | 73               | 79               | 152              |               |    |             |             |             |             |  |  |         |         |         |         |
|  | BC Budivelnyk Kyiv | 73               | 79               | 152              | Cholet Basket | 73 | 81          | 154         |             |             |  |  |         |         |         |         |
|  |                    |                  |                  |                  | Cholet Basket | 73 | 81          | 154         |             |             |  |  |         |         |         |         |
|  |                    | BC Kalev/Cramo   | 80               | 59               | 139           |    |             |             |             |             |  |  |         |         |         |         |
|  | Brose Bamberg      | BC Kalev/Cramo   | 80               | 59               | 139           | 77 | 67          | 144         |             |             |  |  |         |         |         |         |
|  | Brose Bamberg      |                  |                  |                  |               | 77 | 67          | 144         |             |             |  |  |         |         |         |         |
|  | BC Kalev/Cramo     | 80               | 85               | 165              |               |    |             |             |             |             |  |  |         |         |         |         |
|  | BC Kalev/Cramo     | 80               | 85               | 165              | Cholet Basket | 77 | 78          | 155         |             |             |  |  |         |         |         |         |
|  |                    |                  |                  |                  | Cholet Basket | 77 | 78          | 155         |             |             |  |  |         |         |         |         |
|  |                    | Anwil Włocławek  | 81               | 80               | 161           |    |             |             |             |             |  |  |         |         |         |         |
|  | Karhu Basket       | Anwil Włocławek  | 81               | 80               | 161           | 81 | 75          | 156         |             |             |  |  |         |         |         |         |
|  | Karhu Basket       |                  |                  |                  |               | 81 | 75          | 156         |             |             |  |  |         |         |         |         |
|  | FC Porto           | 80               | 65               | 145              |               |    |             |             |             |             |  |  |         |         |         |         |
|  | FC Porto           | 80               | 65               | 145              | Karhu Basket  | 71 | 63          | 134         |             |             |  |  |         |         |         |         |
|  |                    |                  |                  |                  | Karhu Basket  | 71 | 63          | 134         |             |             |  |  |         |         |         |         |
|  |                    | Anwil Włocławek  | 90               | 67               | 157           |    |             |             |             |             |  |  |         |         |         |         |
|  | Gaziantep          | Anwil Włocławek  | 90               | 67               | 157           | 85 | 75          | 160         |             |             |  |  |         |         |         |         |
|  | Gaziantep          |                  |                  |                  |               | 85 | 75          | 160         |             |             |  |  |         |         |         |         |
|  | Anwil Włocławek    | 84               | 91               | 175              |               |    |             |             |             |             |  |  |         |         |         |         |
|  | Anwil Włocławek    | 84               | 91               | 175              |               |    |             |             |             |             |  |  |         |         |         |         |

## Cuartos de final
Llegaron las eliminatorias a la competición, comenzando en esta ronda de cuartos de final. A ella tuvieron acceso los 8 clasificados de la ronda anterior, los cuales siguiendo el orden del sistema de competición fijado, se ubicaron en Cuadro Final. Por tanto en esta fase se enfrentaron;  I1-J2/L1-K2 // J1-I2/K1-L2.
Los enfrentamientos fueron a doble partido, ida y vuelta, cuyo vencedor fue el equipo que anotó más puntos en la suma de la anotación de los dos partidos. 
La localía de los partidos de ida se jugó entre el 6 y 8 de marzo en las canchas de los equipos peores clasificados en la ronda anterior. Por su parte, los 4 partidos de vuelta, se celebraron en las pistas de los equipos mejores clasificados en la fase anterior entre el 14 y 15 de marzo de 2023.
| Equipo 1      | Agr.    | Equipo 2           | Ida   | Vuelta |
| ------------- | ------- | ------------------ | ----- | ------ |
| Cholet Basket | 155-152 | BC Budivelnyk Kyiv | 72-73 | 83-79  |
| Brose Bamberg | 144-165 | BC Kalev/Cramo     | 77-80 | 67-85  |
| Karhu Basket  | 156-145 | FC Porto           | 81-80 | 75-65  |
| Gaziantep     | 160-175 | Anwil Włocławek    | 85-84 | 75-91  |

### Cholet Basketvs.BC Budivelnyk Kyiv
| 7 de marzo de 2023 - 19:30 (CET) Partido de Ida | BC Budivelnyk Kyiv                                                 | 73–72 (Series: 73-72) | Cholet Basket                                                  | Veroli |  |
|                                                 | Parciales: 26-23, 14-27, 14-9, 19-13                               |                       |                                                                | |  |
|                                                 | Estadísticas Berhanemeskel 20 Grant 17 Berhanemeskel 6 Bliznyuk 27 | Pts Reb Asts Val      | Estadísticas 15 Artis 6 Artis, Patton 6 T.J. Campbell 16 Artis | Pabellón: PalaCoccia Asistencia: 300 espectadores Árbitros: Zafer YILMAZ Petros PAPAPETROU Ariadna CHUECA |  |

| 14 de marzo de 2023 - 20:00 (CET) Partido de Vuelta | Cholet Basket                                 | 83–79 (Series: 155-152) | BC Budivelnyk Kyiv                                     | Cholet                                                                                                  |  |
|                                                     | Parciales: 23-18, 20-20, 26-17, 14-24         |                         |                                                        | |  |
|                                                     | Estadísticas Artis 26 Sako 8 Artis 5 Artis 27 | Pts Reb Asts Val        | Estadísticas 23 Goodwin 7 Grant 7 Bliznyuk 26 Bliznyuk | Pabellón: La Meilleraie Asistencia: 4147 espectadores Árbitros: Marek KUKELCIK Can MAVISU Franko GRACIN |  |

| Pasa a las Semifinales Cholet Basket |

### Brose Bambergvs.BC Kalev/Cramo
| 6 de marzo de 2023 - 18:30 (EET) Partido de Ida | BC Kalev/Cramo                                                          | 80–77 (Series: 80-77) | Brose Bamberg                                                             | Tallin |  |
|                                                 | Parciales: 19-24, 22-23, 20-10, 19-20                                   |                       |                                                                           | |  |
|                                                 | Estadísticas Konontšuk 22 Konontšuk 10 Van Beck, Gilbert 3 Konontšuk 29 | Pts Reb Asts Val      | Estadísticas 15 Miller 9 Sengfelder 3 Chachashvili 15 Sengfelder, Bohačík | Pabellón: Kalevi Spordihall Asistencia: 1686 espectadores Árbitros: Dariusz ZAPOLSKI Gintaras VITKAUSKAS Ventsislav VELIKOV |  |

| 15 de marzo de 2023 - 20:00 (CET) Partido de Vuelta | Brose Bamberg                                       | 67–85 (Series: 144-165) | BC Kalev/Cramo                                                                 | Bamberg |  |
|                                                     | Parciales: 24-27, 19-24, 10-17, 14-17               |                         |                                                                                | |  |
|                                                     | Estadísticas Simmons 24 Young 7 Miller 4 Simmons 11 | Pts Reb Asts Val        | Estadísticas 17 Konontšuk, Van Beck 8 Konontšuk, Meiers 4 Gilbert 20 Konontšuk | Pabellón: Brose Arena Asistencia: 3172 espectadores Árbitros: Oskars LUCIS Blaz ZUPANCIC Anastasios KARDARIS |  |

| Pasa a las Semifinales BC Kalev/Cramo |

### Karhu Basketvs.FC Porto
| 8 de marzo de 2023 - 20:00 (WET) Partido de Ida | FC Porto                                                            | 80–81 (Series: 80-81) | Karhu Basket                                                               | Oporto |  |
|                                                 | Parciales: 18-22, 21-14, 24-23, 17-22                               |                       |                                                                            | |  |
|                                                 | Estadísticas Landis 18 Miguel Queiroz 6 Cardoso 8 Miguel Queiroz 14 | Pts Reb Asts Val      | Estadísticas 16 Dolenc 10 Crockett, Kantonen 5 Kantonen, Jones 23 Crockett | Pabellón: Dragão Arena Asistencia: 1513 espectadores Árbitros: Ilias KOUNELLES Alexandre DEMAN Gintaras MACIULIS |  |

| 15 de marzo de 2023 - 18:30 (EET) Partido de Vuelta | Karhu Basket                                           | 75–65 (Series: 156-145) | FC Porto                                                      | Kauhajoki                                                                                                 |  |
|                                                     | Parciales: 24-19, 18-9, 18-20, 15-17                   |                         |                                                               | |  |
|                                                     | Estadísticas Dixson 18 Crockett 16 Jones 6 Crockett 18 | Pts Reb Asts Val        | Estadísticas 22 Conklin 7 Conklin, Clark 9 Cardoso 23 Conklin | Pabellón: IKH Areena Asistencia: 2075 espectadores Árbitros: Andris AUNKROGERS Viola GYÖRGYI Geert JACOBS |  |

| Pasa a las Semifinales Karhu Basket |

### Gaziantepvs.Anwil Włocławek
| 8 de marzo de 2023 - 18:30 (CET) Partido de Ida | Anwil Włocławek                                                         | 84–85 (Series: 84-85) | Gaziantep                                          | Włocławek |  |
|                                                 | Parciales: 22-23, 18-26, 24-16, 20-20                                   |                       |                                                    | |  |
|                                                 | Estadísticas Williams, Nowakowski 19 Williams 9 Łączyński 7 Williams 27 | Pts Reb Asts Val      | Estadísticas 27 Dotson 7 Egbunu 6 Hanlan 26 Dotson | Pabellón: Hala Mistrzów Asistencia: 2500 espectadores Árbitros: Igor MITROVSKI Vladimir JEVTOVIC Mihkel MÄNNISTE |  |

| 15 de marzo de 2023 - 20:00 (TRT) Partido de Vuelta | Gaziantep                                                                                        | 75–91 (Series: 160-175) | Anwil Włocławek                                     | Estambul |  |
|                                                     | Parciales: 14-18, 19-25, 18-23, 24-25                                                            |                         |                                                     | |  |
|                                                     | Estadísticas Miller-McIntyre 29 Miller-McIntyre, Hammonds 6 Miller-McIntyre 5 Miller-McIntyre 34 | Pts Reb Asts Val        | Estadísticas 19 Sanders 7 Sobin 5 Greene 20 Sanders | Pabellón: Ahmet Comert Sports Hall Asistencia: 1500 espectadores Árbitros: Carsten STRAUBE Martin VULIC Sinisa PRPA |  |

| Pasa a las Semifinales Anwil Włocławek |

## Semifinales
El número de equipos que tuvieron el derecho de seguir soñando quedó acotado a los 4 ganadores de los Cuartos. Continuando con el sistema de competición propuesto, estas Semifinales se jugaron en 2 eliminatorias a doble partido cuyo vencedor resultó ser el equipo que más puntos anotó en el cómputo de los dos partidos. 
Los emparejamientos fueron frutos del Cuadro Final, sorteado antes del inicio de la competición y cuyas plazas se ocuparon tras la Segunda Ronda.
Los partidos de ida fueron en la cancha del peor clasificado el 29 de marzo de 2023, mientras que los de vuelta se jugaron en casa del mejor clasificado el 5 de abril de 2023.
| Equipo 1      | Agr.    | Equipo 2        | Ida   | Vuelta |
| ------------- | ------- | --------------- | ----- | ------ |
| Cholet Basket | 154-139 | BC Kalev/Cramo  | 73-80 | 81-59  |
| Karhu Basket  | 134-157 | Anwil Włocławek | 71-90 | 63-67  |

### Cholet Basketvs.BC Kalev/Cramo
| 29 de marzo de 2023 - 19:30 (EEST) Partido de Ida | BC Kalev/Cramo                                             | 80–73 (Series: 80-73) | Cholet Basket                                          | Tallin |  |
|                                                   | Parciales: 17-14, 18-17, 22-24, 23-18                      |                       |                                                        | |  |
|                                                   | Estadísticas Van Beck 19 Konontšuk 8 Gilbert 6 Van Beck 19 | Pts Reb Asts Val      | Estadísticas 26 Artis 7 Patton 3 Artis, Dallo 25 Artis | Pabellón: Tondiraba Ice Hall Asistencia: 5422 espectadores Árbitros: Martins KOZLOVSKIS Yener YILMAZ Beniamino Manuel ATTARD |  |

| 5 de abril de 2023 - 20:00 (CEST) Partido de Vuelta | Cholet Basket                                   | 81–59 (Series: 154-139) | BC Kalev/Cramo                                                    | Cholet |  |
|                                                     | Parciales: 20-11, 17-11, 27-19, 17-18           |                         |                                                                   | |  |
|                                                     | Estadísticas Artis 20 Dallo 11 Dallo 6 Artis 17 | Pts Reb Asts Val        | Estadísticas 18 Van Beck 4 Van Beck, Hermet 4 Gilbert 18 Van Beck | Pabellón: La Meilleraie Asistencia: 4800 espectadores Árbitros: Fernando CALATRAVA Andris AUNKROGERS Martin VULIC |  |

| Pasa a las Finales Cholet Basket |

### Karhu Basketvs.Anwil Włocławek
| 29 de marzo de 2023 - 18:30 (CEST) Partido de Ida | Anwil Włocławek                                    | 90–71 (Series: 90-71) | Karhu Basket                                              | Włocławek                                                                                               |  |
|                                                   | Parciales: 24-17, 19-20, 27-13, 20-21              |                       |                                                           | |  |
|                                                   | Estadísticas Sanders 19 Sobin 8 Moore 5 Sanders 17 | Pts Reb Asts Val      | Estadísticas 16 Jones 8 Crockett 4 Kaukiainen 21 Crockett | Pabellón: Hala Mistrzów Asistencia: 3105 espectadores Árbitros: Martin HOROZOV Kerem BAKI Franko GRACIN |  |

| 5 de abril de 2023 - 18:30 (EEST) Partido de Vuelta | Karhu Basket                                                  | 63–67 (Series: 134-157) | Anwil Włocławek                                      | Kauhajoki                                                                                                |  |
|                                                     | Parciales: 17-17, 18-14, 11-19, 17-17                         |                         |                                                      | |  |
|                                                     | Estadísticas Dixson 16 Crockett 7 Jones, Kantonen 3 Dixson 16 | Pts Reb Asts Val        | Estadísticas 17 Greene 10 Williams 7 Moore 15 Greene | Pabellón: IKH Areena Asistencia: 1684 espectadores Árbitros: Oskars LUCIS Zdenko TOMASOVIC Péter PRAKSCH |  |

| Pasa a las Finales Anwil Włocławek |

## Finales
Tras un largo camino Cholet Basket y Anwil Włocławek llegaron a la última parada. 
Estas Finales respetaron hasta el final el sistema utilizado en estas eliminatorias: ganó el equipo que más puntos anotó en el cómputo de los dos partidos, así como la localía de la vuelta en cancha del equipo que dictó el Cuadro Final,  sorteado antes del inicio de la competición y cuyas plazas se ocuparon tras la Segunda Ronda.
Tras dos decisivos y ajustados partidos conocimos al flamante campeón de la FIBA Europe Cup 2022-23.
La ida de las Finales se jugaron el 19 de abril en terreno Włocławek y la vuelta en Cholet el 26 de abril de 2023, ambos partidos acabaron con victorias parciales del Anwil Włocławek. 
El miércoles 26 de abril de 2023 terminó está edición coronando como campeón por primera vez en su historia al Anwil Włocławek. Los polacos vencieron en las  finales por 161-155 ante el Cholet Basket.
El jugador Phil Greene además del trofeo de la competición, fue galardonado como MVP de las Finales.
| Sedes de las Finales           | Sedes de las Finales           | Sedes de las Finales           |                                |
| Włocławek                      | Włocławek                      | Cholet                         | Cholet                         |
| ------------------------------ | ------------------------------ | ------------------------------ | ------------------------------ |
| Hala Mistrzów Capacidad: 4.000 | Hala Mistrzów Capacidad: 4.000 | la Meilleraie Capacidad: 5.191 | la Meilleraie Capacidad: 5.191 |
|                                |                                |                                |                                |

| Equipo 1      | Agr.    | Equipo 2        | Ida   | Vuelta |
| ------------- | ------- | --------------- | ----- | ------ |
| Cholet Basket | 155-161 | Anwil Włocławek | 77-81 | 78-80  |

| 19 de marzo de 2023 - 19:00 (CEST) FINAL, IDA | Anwil Włocławek                                          | 81–77 (Series: 81-77) | Cholet Basket                                          | Włocławek |  |
|                                               | Parciales: 28-22, 21-31, 15-12, 17-12                    |                       |                                                        | |  |
|                                               | Estadísticas Greene 20 Williams 9 Łączyński 10 Greene 22 | Pts Reb Asts Val      | Estadísticas 19 Artis 8 Dallo 9 T.J. Campbell 21 Dallo | Pabellón: Hala Mistrzów Asistencia: 3963 espectadores Árbitros: Paulo MARQUES Lorenzo BALDINI Gvidas GEDVILAS |  |

| 26 de abril de 2023 - 20:00 (CEST) FINAL, VUELTA | Cholet Basket                                   | 78–80 (Series: 155-161) | Anwil Włocławek                                            | Cholet                                                                                                |  |
|                                                  | Parciales: 18-20, 24-17, 15-21, 21-22           |                         |                                                            | |  |
|                                                  | Estadísticas Artis 23 Ellis 13 Dallo 6 Ellis 25 | Pts Reb Asts Val        | Estadísticas 20 Sanders 9 Williams 5 Łączyński 21 Williams | Pabellón: la Meilleraie Asistencia: 4889 espectadores Árbitros: Boris KREJIC Luis CASTILLO Kerem BAKI |  |

| Campeón de la FIBA EuropeCup 22-23 |
| ---------------------------------- |
| Anwil Włocławek 1er título         |

## Distinciones individuales
MVP mensual
| Mes       | Jugador              | Club            | Ref-   |
| 2022      | 2022                 | 2022            | 2022   |
| --------- | -------------------- | --------------- | ------ |
| Octubre   | Ousman Krubally      | Keravnos BC     | [ 7 ]  |
| Noviembre | Miha Lapornik        | Patrioti Levice | [ 8 ]  |
| Diciembre | Conner Frankamp      | Gaziantep       | [ 9 ]  |
| 2023      |                      |                 |        |
| Enero     | Olivier Hanlan       | Gaziantep       | [ 10 ] |
| Febrero   | Codi Miller-McIntyre | Gaziantep       | [ 11 ] |
| Marzo     | Artur Konontšuk      | BC Kalev/Cramo  | [ 12 ] |

MVP de las Finales
| Jugador     | Club            | Puntos | Rebotes | Asistencias | Valoración |
| ----------- | --------------- | ------ | ------- | ----------- | ---------- |
| Phil Greene | Anwil Włocławek | 15.5   | 2.5     | 3.5         | 15.5       |

Jugador de la Jornada en las Eliminatorias
| Mes              | Jugador              | Club            | Valoración |
| Finales          | Finales              | Finales         | Finales    |
| ---------------- | -------------------- | --------------- | ---------- |
| Ida              | Phil Greene          | Anwil Włocławek | 22         |
| Vuelta           | Perry Ellis          | Cholet Basket   | 25         |
| Semifinales      |                      |                 |            |
| Ida              | Dominic Artis        | Cholet Basket   | 25         |
| Vuelta           | Wesley Van Beck      | BC Kalev/Cramo  | 18         |
| Cuartos de final |                      |                 |            |
| Ida              | Artur Konontšuk      | BC Kalev/Cramo  | 29         |
| Vuelta           | Codi Miller-McIntyre | Gaziantep       | 34         |

Nota: Los jugadores aquí mencionados son las que mayor número de valoración obtuvieron por la jornada señalada, independientemente de si su equipo venciese o no en la misma. 

Líderes estadísticos de la TEMPORADA
| Apartado estadístico | Media por partido | Jugador                                                   | Club                                    |
| -------------------- | ----------------- | --------------------------------------------------------- | --------------------------------------- |
| Valoración           | 19.1 23.7         | Jaye Crockett (16 partidos) Ousman Krubally (12 partidos) | Karhu Basket Keravnos BC                |
| Puntos               | 15.7 16.9         | Dominic Artis (20 partidos) Phil Greene (17 partidos)     | Cholet Basket Anwil Włocławek           |
| Rebotes              | 5.6 8.6           | Artur Konontšuk (19 partidos) Jaye Crockett (16 partidos) | BC Kalev/Cramo Karhu Basket             |
| Asistencias          | 4.7 5.1           | Boris Dallo (18 partidos) Kamil Łączyński (16 partidos)   | Cholet Basket Anwil Włocławek           |
| Recuperaciones       | 1.6 2.9           | Dominic Artis (20 partidos) Anthony Hickey (14 partidos)  | Cholet Basket Hapoel B-Cure Láser Haifa |
| Tapones              | 1.8               | Justin Patton (19 partidos)                               | Cholet Basket                           |

Jugador de la Jornada Segunda Ronda
| Jornada | Jugador                    | Club                             | Valoración |
| ------- | -------------------------- | -------------------------------- | ---------- |
| 1       | Henri Kantonen             | Karhu Basket                     | 34         |
| 2       | Conner Frankamp            | Gaziantep                        | 42         |
| 3       | Arnas Velička Kobe Webster | Niners Chemnitz Heroes Den Bosch | 32         |
| 4       | Olivier Hanlan             | Gaziantep                        | 32         |
| 5       | Jaren Lewis                | HAKRO Merlins Crailsheim         | 35         |
| 6       | Mark Ogden                 | CSM CSU Oradea                   | 27         |

Nota: Los jugadores aquí mencionados son los que mayor número de valoración obtuvieron por la jornada señalada, independientemente de si su equipo venciese o no en la misma.

Líderes estadísticos de la Segunda Ronda
| Apartado estadístico | Media por partido | Jugador                                                  | Club                              |
| -------------------- | ----------------- | -------------------------------------------------------- | --------------------------------- |
| Valoración           | 19.5 22.6         | Ousman Krubally (6 partidos) Olivier Hanlan (5 partidos) | Keravnos BC Gaziantep             |
| Puntos               | 18 21.2           | Edon Maxhuni (6 partidos) Max Landis (5 partidos)        | HAKRO Merlins Crailsheim FC Porto |
| Rebotes              | 9.7               | Ousman Krubally (6 partidos)                             | Keravnos BC                       |
| Asistencias          | 7.8               | Arnas Velička (6 partidos)                               | Niners Chemnitz                   |
| Recuperaciones       | 2.8               | Cortez Edwards (6 partidos)                              | SCMU Craiova                      |
| Tapones              | 2                 | Justin Patton (6 partidos)                               | Cholet Basket                     |

Nota: Como bien indica el encabezamiento, se muestran en esta tabla a los líderes estadísticos del cómputo estricto de las 6 jornadas de la  Segunda Ronda, sin contabilidad de medias en posibles partidos jugados en fases anteriores a la señalada.

Jugador de la Jornada Fase Regular
| Jornada | Jugador                            | Club                                    | Valoración |
| ------- | ---------------------------------- | --------------------------------------- | ---------- |
| 1       | Ousman Krubally                    | Keravnos BC                             | 32         |
| 2       | Ousman Krubally                    | Keravnos BC                             | 36         |
| 3       | Wesley Van Beck                    | BC Kalev/Cramo                          | 33         |
| 4       | Miha Lapornik                      | Patrioti Levice                         | 34         |
| 5       | Christian Sengfelder Devonte Upson | Brose Bamberg Hapoel B-Cure Láser Haifa | 29         |
| 6       | Deshawn Freeman                    | Patrioti Levice                         | 41         |

Nota: Los jugadores aquí mencionados son los que mayor número de valoración obtuvieron por la jornada señalada, independientemente de si su equipo venciese o no en la misma.

Líderes estadísticos de la Fase Regular
| Apartado estadístico | Media por partido | Jugador                      | Club              |
| -------------------- | ----------------- | ---------------------------- | ----------------- |
| Valoración           | 27.8              | Ousman Krubally (6 partidos) | Keravnos BC       |
| Puntos               | 22.3              | Miha Lapornik (6 partidos)   | Patrioti Levice   |
| Rebotes              | 12.3              | Ousman Krubally (6 partidos) | Keravnos BC       |
| Asistencias          | 7.8               | Arnas Velička (6 partidos)   | Niners Chemnitz   |
| Recuperaciones       | 3.3               | Kamil Łączyński (6 partidos) | Anwil Włocławek   |
| Tapones              | 2.5               | Chris Harris (6 partidos)    | Golden Eagle Ylli |

Nota: Como bien indica el encabezamiento, se muestran en esta tabla a los líderes estadísticos del cómputo estricto de las 6 jornadas de la  Fase Regular, sin contabilidad de medias en posibles partidos jugados en fases anteriores a la señalada.